# 九江大桥垮塌事故

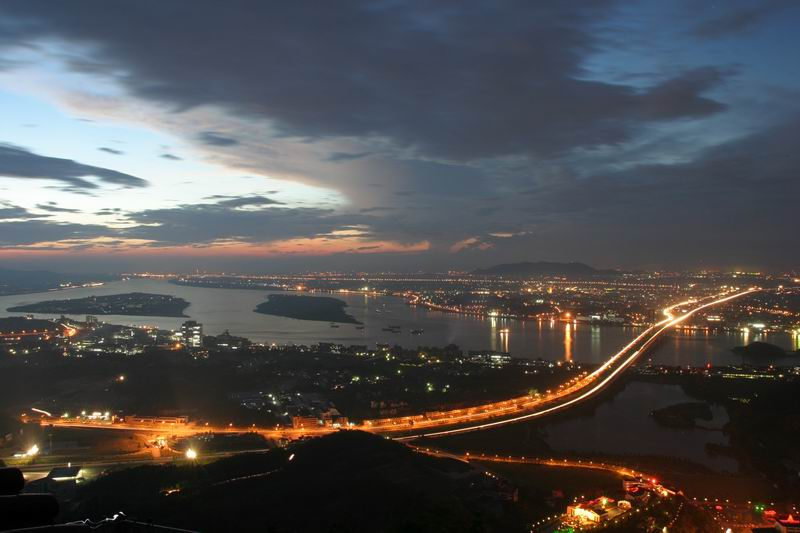
九江大橋

九江大桥垮塌事故发生于2007年6月15日凌晨5时10分中国广东省佛山市南海区，桥上四辆汽车落入西江，9人身亡，塌橋砸沉橋底一艘船。事故原因有兩個說法，一說為桥墩因施工問題倒塌並砸到該船，二說為广东政府指控的船撞橋墩，但广东政府没有打撈橋墩物證、不公開調查報告、在法庭不出具大桥设计图，輿論並不信服。事發後广东省政府主持的專家組開會一天就宣佈橋梁質量合格，專家言論荒腔走板，卷起輿論風暴；交通部主持的专家组另寫一份調查報告，两次调查的结果不一样。十年後在2017年，該橋被揭發桥墩承台空心（偷工減料）和建築圖紙造假。

## 事故經過
事发于2007年6月15日凌晨时分，九江大桥23号、24号、25号三个桥墩倒塌，并引发桥面坍塌。靠近九江方向的100米桥面坠入江中，鹤山方的100米桥面以接近垂直角度插入江内。当时一艘编号为“南桂机035”的佛山藉运砂船行驶至南海九江附近的西江水域，大桥坍塌下的厢梁压在运砂船上，令船体倾斜插入江中，露出船尾部分，在附近的浮吊作业船救起运沙船10人。在桥上铺设的通讯电缆也同时受损。
桥上四辆车跌入江中，八名尸体寻获。死者包括桥上的工程工人田光明、张井由，粤AKW983的车乘人员韦政、吴秀梅，粤JY2459小货车的吴伟林、吴伟雄兄弟，粤B72420货柜车的宋锐。失踪者为粤B72420的宋树莲。

## 廣東省專家組調查受抨擊
橋塌四天後，廣東省專家組在6月19日广州成立，翌晨（20日）在广州江湾大酒店火速召開技术评估通报会宣佈橋梁質量鑑定合格，並指是船撞橋。廣東省專家組意見受廣泛抨擊。輿論質疑「桥梁一撞就断，也太不耐撞」，專家組同濟大學教授姚玲森認為「九江大桥的设计标准已超过了国家标准」、「大桥设计有一定的前瞻性」、專家廖朝华指「从桥梁上找问题来解决撞击问题，是不可能的。解决事件发生的概率，才是用来防止事故的最佳方法」，兩人言論被輿論熱議，廣東省專家組在1天之內倉促鑑定，亦引來廣泛質疑。交通部主持的专家组另寫了一份調查報告。
广东省政府调查于2008年结束，“13名责任人员受到处理，其中5名对事故发生有管理责任，而构成犯罪的责任人被移送司法机关处理，另有8人受到党政纪处分”。

## 大橋偷工减料
出狱后，石桂德到现场发现被复修的桥墩被煞有介事填为实心，事故时实际是空心桥墩，当初偷工减料。 记者发现所有原建筑设计图片和模型为实心结构，只有事故后一份拆卸方案附了空心构造图，成了关键证据。曾担任大桥设计顾问的专家向《华夏时报》表示，空心桥墩主要是为了节省成本，但40吨的防撞能力设计对大桥安全“没有实际保障”、“合法不合理”。更關鍵的大橋設計圖，佛山市交通局称因信息“可能危及公共安全”，拒绝信息公开。
广东省先组织专家组，后来交通部安委会另组专家组，两次调查结果不一样。在法庭上，公诉方也未提供报告，仅以专家证言的形式给出了事故调查结论。知情专家向《华夏时报》记者表态：“材料都在他们手里。对这件事我们（专家）是有看法的。”
广东省政府控股的广东省长大公路工程有限公司是大桥的建设施工方，也是大桥坍塌后的修复施工方。湖南省路桥建设集团公司参与施工的九江大桥和凤凰县沱江大桥在2007年相繼倒塌，引起注意。

## 交通影响
大桥的坍塌使325国道九江大桥段双方向交通中断，过往车辆需绕行与九江大桥平行的佛开高速公路的跨江大桥，导致该路段交通非常拥挤。6月21日早上，政府重启至当时已停用19年的九江战备码头，并调派渡车船行驶九江至杰洲之间的轮渡航线。
2008年4月底断桥部分开始拆除施工，7月份断桥才完成拆除。2009年6月10日，九江大桥修复通车。修复工作花费两年时间，耗费1.4亿元人民币。
桥塌后拦截了8辆车辆不要过桥者在2007年《中国骄傲》表扬。

## 司法

### 刑事
法院認定船長「浓雾迷航操作违规」把船頭撞向橋墩，犯交通肇事罪，判处有期徒刑六年。惟最重要的物證——懷疑撞擊橋墩的船頭——始終未獲官方打撈，由此從一審開始，船是否真的與橋墩接觸成為疑點，輿論同意舉證不足，「究竟是『桥砸船』还是『船撞桥』」、「究竟是桥差还是船狠」的論調此起彼落。
刑案于2010年7月15日在广州市海珠区法院开审。原告认为，46岁的疑犯石桂德驾驶“南桂机035”船装载河砂，从佛山高明顺流开往顺德，在有雾且无法判断前方航线灯的状况下强行开船前行，导致运沙船撞向桥墩，应以交通肇事罪追究其刑事责任。石桂德在法庭辩称，是九江大桥自行坍塌导致船沉没而非船撞断桥墩。
经过多次开庭审判，案件一审于在广州市中级人民法院2011年12月16日审结，石桂德被法院判定为驾驶船只撞击九江大桥23号桥墩，被判处有期徒刑6年。对此，时任广东省政府参事的王则楚认为，案件还须明确举证。
2013年9月13日，广州中院终审，维持一审原判，并驳回石桂德的上诉。石桂德于2016年8月30日刑满出狱，他仍旧不服法院的判决。

### 民事賠償
民事索赔案中，九江大桥管理者广东省佛开高速公路有限公司向广州海事法院提出诉讼，状告肇事船的所有者和经营者，索赔事故导致的6个月的过桥费损失2558万元人民币。此事引发争议，有人质疑九江大桥收费的合理性。